# Wilhelm Figdor
Wilhelm Figdor (* 11. März 1866 in Wien; † 27. Jänner 1938 ebenda) war ein österreichischer Pflanzenphysiologe.

## Leben
Wilhelm Figdor wuchs als Sohn von Gustav Wolf Adolf Figdor und seiner Frau Barbara Elizabeth Zeitler in wohlhabenden Verhältnissen auf. Er studierte in Bonn und Wien und wurde 1891 zum Dr. phil. promoviert.
Als Assistent von Julius Wiesner reiste er mit diesem nach Java und Ceylon. 1899 wurde er Privatdozent, 1909 außerordentlicher Professor für Pflanzenphysiologie an der Universität Wien. Er gründete 1906 gemeinsam mit Leopold von Portheim (1869–1947) und Hans Leo Przibram die biologische Versuchsanstalt im Wiener Prater, das so genannte Vivarium (1906–1945).